# Fusionismo
Na política americana, o fusionismo é a fusão entre o conservadorismo e o libertarianismo de direita, na política e na economia. O fusionismo mistura “mercados livres, conservadorismo social e uma política externa agressiva”. Essa filosofia é intimamente associada a Frank Meyer.

## Fundamentação intelectual e posicionamentos
A filosofia do fusionismo foi desenvolvida na revista National Review durante a década de 1950, sob a direção de William F. Buckley Jr. e é mais identificada com seu editor associado Frank Meyer. Segundo Buckley, ao fundar a revista, ele "intermediou uma mistura extraordinária" de libertários, conservadores tradicionais e anticomunistas para produzir as ideias e os escritos que compuseram o conservadorismo moderno. Ele identificou a síntese de Meyer como a solução mais provável para definir o conservadorismo.
No seu livro mais influente, In Defense of Freedom, Meyer definiu a liberdade em termos que Isaiah Berlin chamaria de "negativos", como a limitação do uso do poder coercitivo do Estado ao papel essencial de impedir que a liberdade de uma pessoa interfira na de outra. O Estado deve proteger a liberdade, mas deixar a virtude a cargo dos indivíduos. O Estado tem apenas três funções legítimas: polícia, exército e operação de um sistema legal. Todas estas são necessárias para controlar a coerção, que é imoral, se não restringida. A virtude é crucial para a sociedade, e a liberdade deve ser equilibrada pela responsabilidade; mas ambas são inerentemente individuais em sua forma. Valores impostos não podem ser virtuosos. A liberdade por si só não tem objetivo, nem fim intrínseco. A liberdade não é abstrata nem utópica como a dos utilitaristas, que também fazem da liberdade um fim e não um meio. Em uma sociedade real, a ordem tradicional e a liberdade só podem existir juntas. A solução é uma síntese filosófica da liberdade e da tradição, a solução para o dilema é “agarrá-lo pelos dois chifres” e aceitar a tensão entre os dois.
O defensor mais famoso do fusionismo foi Ronald Reagan, um dos primeiros admiradores da National Review e associado de ambos os editores. Ao assumir a presidência em 1981, Reagan se encontrou com líderes conservadores de todo o país em Washington e lhes lembrou de suas raízes intelectuais. Depois de listar "líderes intelectuais como Russell Kirk, Friedrich Hayek, Henry Hazlitt, Milton Friedman, James Burnham, [e] Ludwig von Mises" como aqueles que "moldaram grande parte dos nossos pensamentos", ele discutiu apenas uma dessas influências em detalhes:
"É especialmente difícil acreditar que foi há apenas uma década, em um dia frio de abril em uma pequena colina no norte do estado de Nova York, que outro desses grandes pensadores, Frank Meyer, foi enterrado. Ele fez a terrível jornada que tantos outros fizeram: ele se livrou das garras do Deus [comunista] que falhou, e então, em seus escritos, moldou uma nova e vigorosa síntese do pensamento tradicional e libertário – uma síntese que hoje é reconhecida por muitos como conservadorismo moderno."
Tal como se lembrava, o novo presidente delineou as ideias que Meyer sintetizou como os princípios que motivaram esse novo movimento conservador.

## História política
O fusionismo atingiu seu auge durante a presidência de Ronald Reagan, que uniu as facções divididas após a derrota de Gerald Ford na eleição de 1976 . </link> Após a tomada do Congresso pelos republicanos em 1994, o fusionismo continuava no auge. </link> O elemento social conservador do Partido Republicano foi visto em ascensão (pelo menos no que diz respeito à política interna) durante a presidência de George W. Bush. O aumento dos gastos irritou os conservadores tradicionais, os conservadores fiscais e os libertários. Além disso, as tensões de longa data entre neoconservadores e paleoconservadores explodiram na sequência da Guerra do Iraque .
Embora ambos os princípios sejam conservadores no âmbito moral, a ênfase igual na moralidade tradicional e no livre mercado é uma característica do fusionismo.
Após a derrota do Partido Republicano nas eleições de meio mandato de 2006, alguns clamaram por um novo “fusionismo” entre libertários e liberais no Partido Democrata para abordar o que é visto como uma crescente interferência governamental na atividade privada. Os resultados das eleições de 2008 e a crise financeira de 2007-2008 trouxeram uma nova tensão entre os libertários e os conservadores com visões econômicas centristas.
Os fusionistas tendem a ver a impopularidade do "conservadorismo compassivo" de George W. Bush, bem como a derrota do seu partido para Barack Obama em 2008 e 2012, como razões que exigem uma renovação fusionista para que o conservadorismo possa recuperar a presidência.
As mudanças de longo prazo no pensamento conservador americano após a eleição de Trump foram descritas como um "novo fusionismo" da ideologia conservadora e dos temas populistas de direita. Estas resultaram em mudanças no sentido de um maior apoio ao conservadorismo nacional, ao protecionismo, ao  conservadorismo cultural, a uma política externa mais realista, a uma subcultura conspiracionista, à rejeição do neoconservadorismo, à redução dos esforços para reverter os programas de direitos e ao desdém pelas limitações do poder.

## Crítica
Em uma polêmica, o filósofo conservador Russell Kirk, usando a expressão de T. S. Eliot, chamou os libertários de "sectários tagarelas" (chirping sectaries). Acrescentou que, embora os conservadores e os libertários partilhem a oposição ao coletivismo, ao Estado totalitário e à burocracia, não têm mais nada em comum. Chamou o movimento libertário de "uma camarilha ideológica que se divide constantemente em seitas ainda mais diminutas e mais esquisitas, mas que raramente se conjuga". Ao afirmar uma divisão entre os crentes em “algum tipo de ordem moral transcendente” e os “utilitaristas que não admitem sanções transcendentes para a conduta”, ele incluiu os libertários na última categoria. Kirk questionou o fusionismo entre libertários e conservadores tradicionais que marcou grande parte do conservadorismo pós-Segunda Guerra Mundial nos Estados Unidos.
Kirk também repreendeu os libertários por defenderem o capitalismo como um bem absoluto, argumentando que o interesse próprio econômico era inadequado para manter um sistema econômico unido, e ainda menos adequado para preservar a ordem. Afirmou que, ao glorificar o indivíduo, o livre mercado e a luta feroz pelo sucesso material, o libertarianismo enfraqueceu a comunidade, promoveu o materialismo e minou a apreciação da tradição, do amor, do aprendizado e da estética, todos os quais ele acreditava serem componentes essenciais da verdadeira comunidade.
O escritor Carl Bogus afirmou que havia diferenças fundamentais entre os libertários e os conservadores: os libertários queriam que o mercado fosse o mais desregulado possível, enquanto os conservadores acreditavam que as grandes empresas, se não fossem restringidas, poderiam empobrecer a vida nacional e ameaçar a liberdade. Os libertários também acreditavam que um Estado forte ameaçaria a liberdade, enquanto os conservadores tradicionais acreditavam que um estado forte, devidamente construído para garantir que não se acumulasse demasiado poder em nenhum ramo, era necessário para garantir a liberdade.
O fusionismo tem sido alvo de ataques significativos desde 2014, especialmente por parte dos integralistas católicos e dos pós-liberais. Em 2018, essas críticas também foram retomadas pelos comentadores conservadores tradicionais.

### Lista de críticos
- L. Brent Bozell Jr. – escrior político católico tradicionalista; ex-aluno da Young Americans for Freedom (YAF)
- Ayn Rand – romancista e fundadora do Objetivismo, que entrou em choque com os conservadores tradicionais e com os libertários;
- Murray Rothbard – autor e economista libertário; ex-aluno da YAF.
- Patrick Buchanan – comentarista político e destacado paleoconservador; ex-aluno da YAF
- Sohrab Ahmari – editor de opinião do The New York Post[22]